# Andreas Venzke
Andreas Venzke (* 1961 in Berlin) ist ein deutscher Autor.
Andreas Venzke legte 1979 sein Abitur ab und schrieb sich anschließend an der FU Berlin ein. Er studierte Germanistik, Publizistik und Kunstgeschichte. Nach dem Studium arbeitete er zunächst für das Geschichtsmagazin Damals, für dpa und für die Spielzeit des SDR, außerdem für verschiedene Tageszeitungen. Nebenher übersetzte er Bücher wie das Bordbuch des Kolumbus.
Seit 1988 lebt Andreas Venzke, der inzwischen verheiratet und Vater von drei Kindern ist, als Schriftsteller in Freiburg im Breisgau. 
Er gehörte dem Verband deutscher Schriftsteller an. Aus diesem trat er 1999 im Protest aus, als sich die Mitgliederzeitschrift des VS weigerte, einen kritischen Leserbrief zu Martin Walsers Paulskirchenrede zu veröffentlichen.
Venzke ist seit 2023 Leiter des Schniederlihofs, eines der ältesten erhaltenden Schwarzwaldhäuser.
Er ist einer der Wenigen, die bisher an allen Läufen des Freiburg-Marathons teilgenommen haben.

## Schriften (Auswahl)
- Der Entdecker Amerikas – Aufstieg und Fall des Christoph Kolumbus. Aufbau TB, Berlin 2006, ISBN 3-7466-2207-7.
- Johannes Gutenberg – Der Erfinder des Buchdrucks und seine Zeit. Piper, München 2000, ISBN 3-492-22921-2.
- Gasparan oder Die letzte Fahrt des Francis Drake. Benziger, Zürich 1996, ISBN 3-545-36531-X.
- Pioniere des Himmels – Die Brüder Wright. Winkler, Düsseldorf 2002, ISBN 3-538-07143-8.
- Veit und ein anderer Tag. Oetinger, Hamburg 1996, ISBN 3-7891-5001-0.
- Zwei Fluchten. Oetinger, Hamburg 1997, ISBN 3-7891-5002-9.
- Luther und die Macht des Wortes. Arena, Würzburg 2007, ISBN 978-3-401-06041-5.
- Carlos kann doch Tore schießen. Neuauflage. Beltz, Weinheim 2009, ISBN 978-3-407-78988-4.
- Der Grasesser. Neuauflage. Die Schatzkiste, Buch & Media, 2006, ISBN 3-86520-213-6.
- Leben für den Frieden – Berühmte Menschen gegen Krieg und Gewalt im Porträt. Arena, Würzburg 2009, ISBN 978-3-401-06394-2.
- Berlin, Berlin: Geschichte einer Nation. Arena, Würzburg 2011, ISBN 978-3-401-06143-6.
- Scott, Amundsen und der Preis des Ruhms – Die Eroberung des Südpols. Arena, Würzburg 2011, ISBN 978-3-401-06539-7.
- Unter Räubern. Boje, Köln 2014, ISBN 978-3-414-82380-9.
- Zeichen setzen! – 12 Porträts berühmter Frauen. Arena, Würzburg 2015, ISBN 978-3-401-60119-9.
- Eriksland. BoD, 2025, ISBN 978-3819276576.